# رئوف یکتا بی

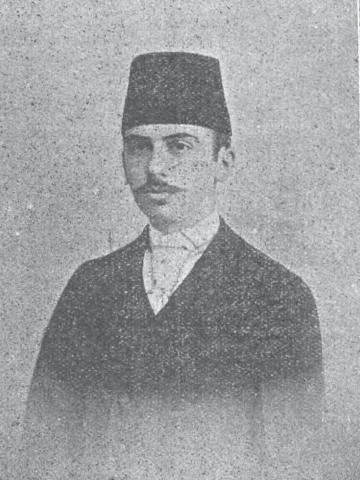
رئوف یکتا بی

رئوف یکتا بِی (۲۷ مارس ۱۸۷۱ – ۸ ژانویه ۱۹۳۵) یک نوازنده و موسیقی‌دان اهل ترکیه بود.

## بیوگرافی
رئوف یکتا در محلهٔ آق‌سرای، قسطنطنیه متولد شد. نام پدرش احمد عارف بی بود و نام خودش را محمد رئوف گذاشتند اما بعداً خودش نام رئوف یکتا را در نوشته‌هایش استفاده کرد. رئوف یکتا به سه زبان مسلط بود: فرانسوی، عربی و فارسی. او شغلی دولتی در دیوان همایون داشت و هم‌زمان به تحقیق روی متون قدیمی مربوط به موسیقی ترکیه می‌پرداخت. او با دو موسیقی‌دان مشهور زمان خودش، جلال‌الدین و عطاالله ملاقات‌هایی داشت و منجر به ارتباط این‌دو که از آثار هم بی‌خبر بودند شد. نتیجهٔ این ارتباط و مطالعات رئوف یکتا، در مطالبی که بعداً منتشر کرد منعکس شد. او در سال ۱۹۲۲ از دیوان همایون استعفا کرد تا تمام وقتش را روی تحقیق بر روی موسیقی صرف کند. او یکی از بنیانگذاران دارالالحان بود و پس از آن که تدریس موسیقی ترکی در دارالالحان در سال ۱۹۲۷ ممنوع شد، به ریاست «کمیتهٔ تثبیت و تصنیف» (بنیان‌گذاری و طبقه‌بندی) در این موسسهٔ آموزشی رسید. او در سن ۶۵ سالگی و زمانی که رئیس «کمیتهٔ گردآوری و طبقه‌بندی» بود، در منزلش در محلهٔ بیلربیی در استانبول درگذشت.

## نقش در تئوری موسیقی کلاسیک ترکی

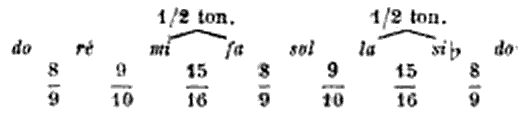
فواصل گام میکسولیدین توصیف شده توسط رئوف یکتا

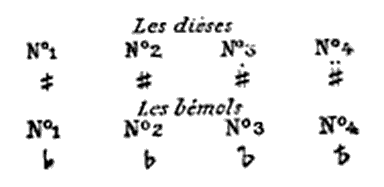
نمادهای مختلف دیز و بمل که رئوف یکتا برای استفاده در موسیقی ترکی پیشنهاد کرده بود

یکتا اولین کسی بود که تئوری مدرن موسیقی کلاسیک ترکی را به یک زبان غربی نوشت؛ او مقاله‌ای به نام «موسیقی ترکی»  به زبان فرانسوی در دانشنامهٔ موسیقی و واژه‌نامهٔ کنسرواتوار  اثر آلبر لاوینیاک نوشت. تأکید یکتا در این مقاله روی فواصل، مدها و ریتم موسیقی ترکی بود و ۷۳ مثال را در مقاله آورده بود.
یکتا در این مقاله فواصل ریزپرده‌ای موسیقی ترکی را با استناد به روش کوک فیثاغورثی و به صورت نسبتی از بسامد دو نت متوالی محاسبه کرد. او در محاسباتش فاصلهٔ یک پرده‌ای در گام دیاتونیک را معادل نسبت ۸:۹ و فاصلهٔ نیم‌پرده‌ای را معادل نسبت ۲۴۳:۲۵۶ در نظر گرفت (تمام نسبت‌ها، پایین‌رونده تعریف شده و کمتر از ۱ بودند). وی سپس گام‌هایی مخصوص موسیقی شرقی نشان داد که از نظر موقعیت نیم‌پرده‌ها، با گام دیاتونیک متفاوت بودند و لذا از نظر نسبت بسامد نت‌های متوالی نیز با آن تفاوت داشتند؛ برای نمونه، او گامی را به صورت توالی «دو، ر، می، فا، سل، لا، سی بمل، دو» (معادل مد میکسولیدین در موسیقی یونانی) معرفی کرد که نسبت بسامد نت‌هایش با کسرهای ۸:۹، ۹:۱۰ و ۱۵:۱۶ محاسبه می‌شود؛ او از این گام به عنوان «گام پایهٔ موسیقی شرقی» یاد کرد. در ادامهٔ همین محاسبات، رئوف یکتا فاصلهٔ بین نت سی (با نماد si) و نتی که بین سی و دو قرار می‌گیرد (با نماد si) را معادل کسر ۵۲۴٬۲۸۸:۵۳۱٬۴۴۱ محاسبه کرد.
رئوف یکتا همچنین در این مقاله برخی از فواصل ریزپرده‌ای موسیقی ترکی را با استفاده از نام رایجشان در متون قدیمی توصیف کرد (نظیر طنینی، مجنب، مجنب کبیر و مجنب صغیر) و از آن نت‌ها با عنوان «پردهٔ کوچک» و از فواصلشان با نام «فاصلهٔ همسایه» یاد کرد. این مفهوم امروزه با نام ریزپرده شناخته می‌شود.
در محاسبات رئوف یکتا، نسبت بسامد «مجنب صغیر» (یا همان «پردهٔ کوچک») برابر با ۵۹٬۰۴۹:۶۵٬۵۳۶ محاسبه شده بود که از ضرب کردن آن در کمای فیثاغورثی (با نسبت ۵۲۴٬۲۸۸:۵۳۱٬۴۴۱) یک پردهٔ کامل (با نسبت ۸:۹) به دست می‌آید: {\displaystyle {\frac {59049}{65536}}\times {\frac {524288}{531441}}={\frac {8}{9}}}
نتیجهٔ نهایی که رئوف یکتا از محاسباتش گرفت این بود که در هر فاصلهٔ بین دو نت متوالی، دو تا سه فاصلهٔ ریزپرده‌ای مستتر است و برای نمایش آن‌ها به سه علامت جدید برای دیز و سه علامت جدید برای بمل نیاز هست. او در این مقاله شش علامت عرضی جدید برای استفاده در موسیقی ترکی پیشنهاد کرد؛ روش نت‌نویسی یکتا در دههٔ ۱۹۲۰ و ۱۹۳۰ در انتشارات رسمی کنسرواتوار استانبول به کار گرفته می‌شد.
به این ترتیب، یکتا گامی برای موسیقی ترکی پیشنهاد کرد که متشکل از ۲۴ نت تعدیل نشده بود؛ این تقسیم‌بندی، با آنچه از دیرباز در موسیقی ایران متداول بود (گام هفده نتی) و نیز، با آنچه در موسیقی عربی در دورهٔ معاصر به کار می‌رفت (گام ۲۴ نتی) مقایسه می‌شد. به این ترتیب او با تقسیم هر پرده به نه کما مخالف بود، اگر چه این تقسیم‌بندی بعدها از طریق آثار حسین سعدالدین آرل تبدیل به تئوری رایج کوک در موسیقی ترکی شد.

## نوازندگی
یکتا در مجالس طریقت مولویه ساز می‌زد.

## واژه‌نامه
1. ↑  Association and Classification Committee
2. ↑  Beylerbeyi
3. ↑  La musique turque
4. ↑  Encyclopedie de la musique et dictionnaire du Conservatoire
5. ↑  la gamme fondamentale de l'Orient
6. ↑  le ton mineur
7. ↑  l'intervalle voisine